# مدرسه چرتکه

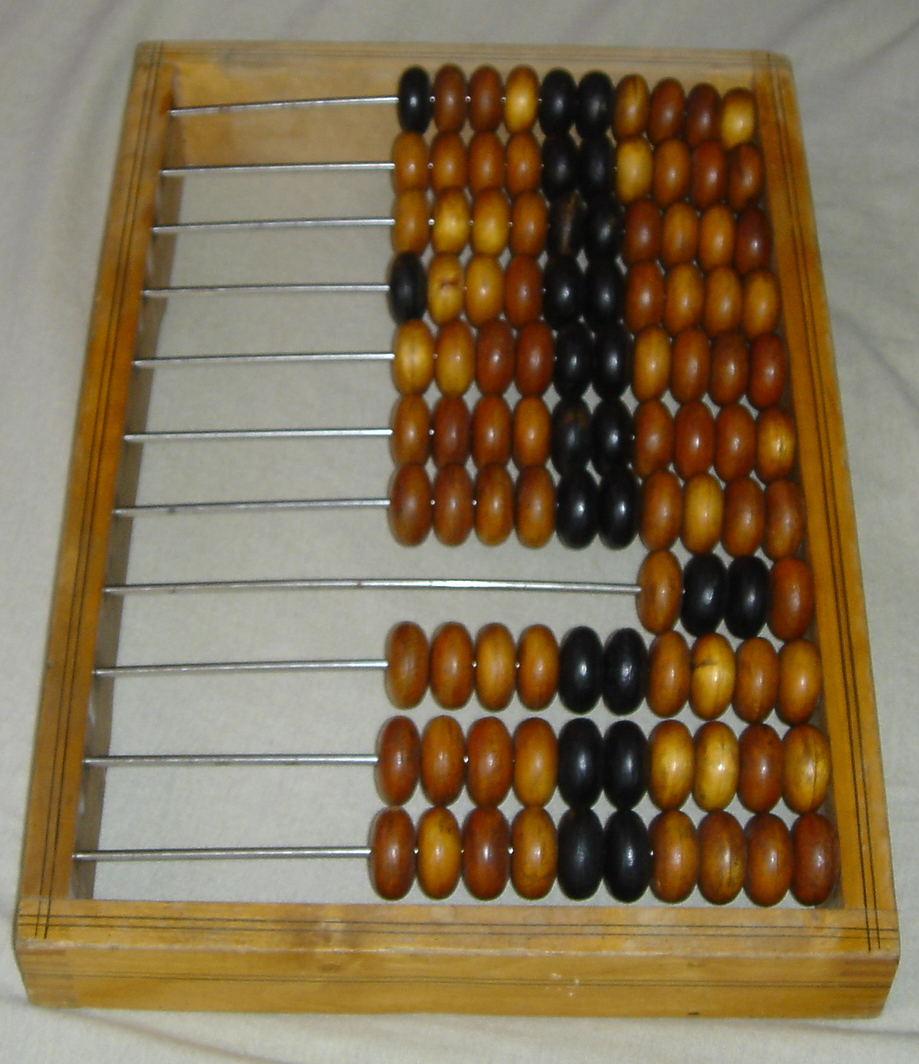
یک چرتکهٔ روسی (شاوتی)

مدرسه چرتکه (به انگلیسی: abacus school) به مدارس یا آموزشگاه‌هایی پس از قرن سیزدهم میلادی گفته می‌شد که برنامه درسی آن‌ها متمرکز بر امور بازرگانی با تأکید بر دروس ریاضیات بود.